# العلاقات الإستونية الكويتية
العلاقات الكويتية الإستونية هي العلاقات الدولية بين إستونيا ودولة الكويت، العلاقة ودية ما بين البلدين، في 2005 تم تعيين سفير لإستونيا حيث تلقى الإشادة من الرئيس الإستوني حينها وأشاد كذلك بالعلاقات المتينة والمتطورة بين إستونيا والكويت، وفي 2012 بعث أمير الكويت برقية تهنئة إلى الرئيس الإستوني أعرب عن خالص تهانيه بمناسبة العيد الوطني لبلاده.